# Coleophora argentialbella
Coleophora argentialbella é uma espécie de mariposa do gênero Coleophora pertencente à família Coleophoridae.